# Wegekreuz Klusenstraße

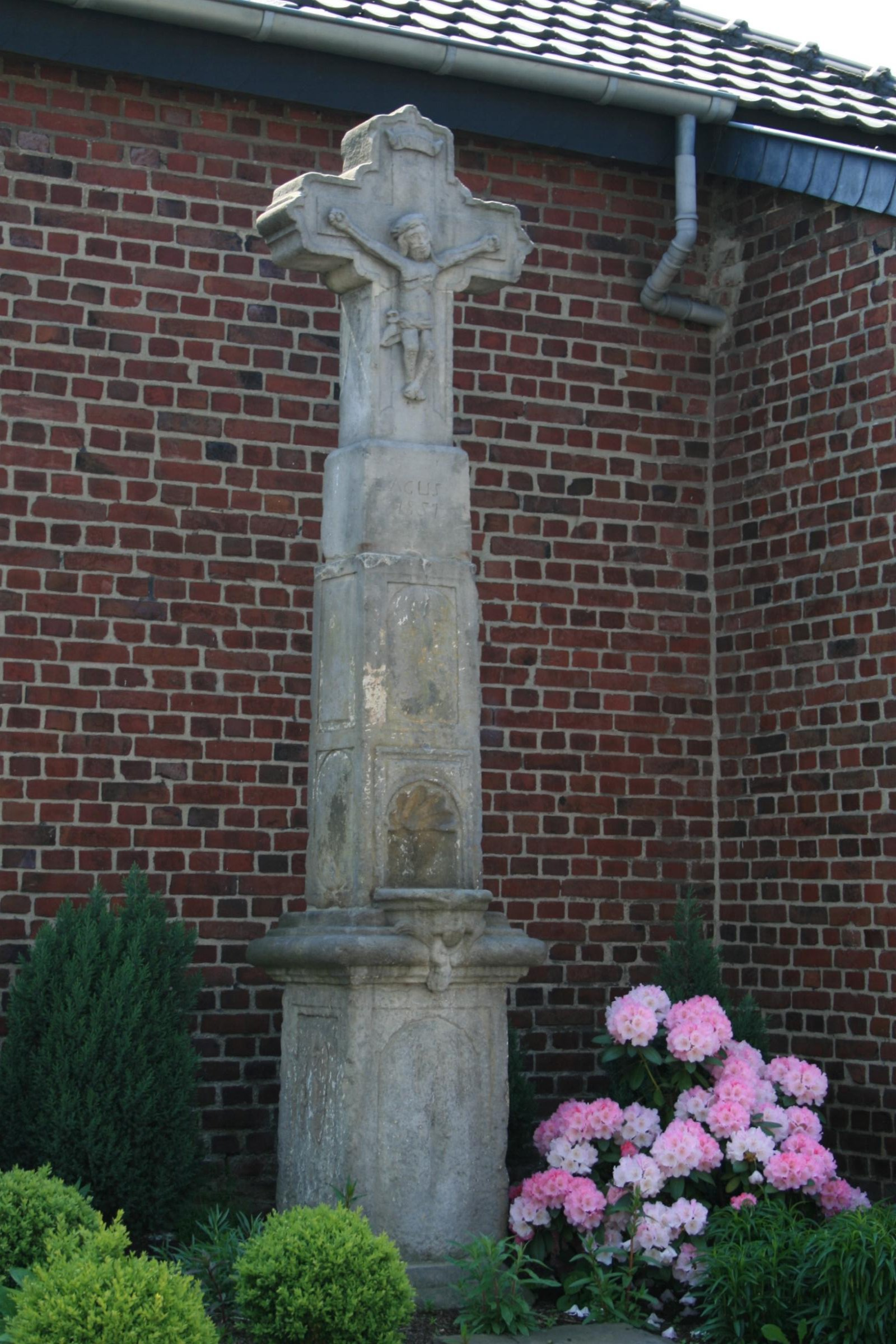
Wegekreuz (2010)

Das Wegekreuz Klusenstraße steht im Stadtteil Rheydt in Mönchengladbach (Nordrhein-Westfalen), Klusenstraße 110.
Das Kreuz wurde 1857 erbaut. Es ist unter Nr. K 071 am 15. September 1993 in die Denkmalliste der Stadt Mönchengladbach eingetragen worden.

## Lage
Das Wegekreuz steht vor dem Gehöft Klusenstraße 110 in Hockstein.

## Architektur
Es handelt sich um ein Schaftkreuz mit Corpus und gegliedertem Unterbau mit annähernd quadratischem Querschnitt, überleitend über eine mehrfach gegliederte Konsole in das Mittelteil mit Abstellfläche für eine Monstranz. In der unteren Hälfte befindet sich eine Rundbogennische (Konche), die in der Kalotte ein Muschelornament zeigt. Darüber ein von Randleisten gefasster Polsterquader bzw. ein Feld mit Inschrift als Basis für das Schaftkreuz.
Die Inschrift lautet:
AGUS / 1857